# Piper nagaense
Piper nagaense är en pepparväxtart som beskrevs av C. Dc.. Piper nagaense ingår i släktet Piper och familjen pepparväxter. Inga underarter finns listade i Catalogue of Life.